# Pochyta simoni
Pochyta simoni là một loài nhện trong họ Salticidae.
Loài này thuộc chi Pochyta. Pochyta simoni được Roger de Lessert miêu tả năm 1925.